# Joseph Michael Schwaiger
Joseph Michael Schwaiger (* 28. September 1841 in St. Johann in Tirol; † 17. Mai 1887 in Salzburg) war ein österreichischer Schriftsteller und Seelsorger.

## Leben
Schwaiger wurde als Sohn der Bauersleute Anton Schwaiger und Anna, geborene Mayrl, am Hof Lechen in Almdorf, Gemeinde St. Johann in Tirol geboren. Der Vater verstarb früh. Nach dem Besuch des Collegiums Borromäum und theologischen Studien in Salzburg wurde Joseph Michael Schwaiger 1865 zum Priester geweiht.
Er wirkte bis 1870 als Seelsorger in Unken. Von 1870 bis 1875 war er Professor am Borromäum, dann wieder in der Seelsorge, und zwar in Fuschl, Böckstein und Ellmau sowie ab 1884 als Spiritual im fürsterzbischöflichen Priesterseminar in Salzburg, wo er 44-jährig verstarb.
Schwaiger, zeitlebens kränklich, soll bereits als Gymnasiast gedichtet haben; über dieses Niveau ist er in seinen im engeren Sinn literarisch, epigonal „neuromantischen“ Werken nie hinausgekommen. Diese, teils im Selbstverlag erschienen, heute nur noch schwer zugänglichen Texte, dürften auch seinerzeit wenig Verbreitung gefunden haben. Allein „Die Kinder Tannwald-Ott’s“, eine Dorfgeschichte mit deutlich aufgesetzter klerikaler Tendenz, erschien ursprünglich als Fortsetzungsroman. „Andreas Hofer“ (1881 auch als Buch), die Versnovelle (in Nibelungenstrophen) „Das Lied von der Treue“, eine Neufassung von „Ein Edelmann“ (1871), 1882 in der Zeitung „Stadt Gottes“. Das Schauspiel „Aloisius von Gonzaga“ (zuerst 1882 in „Vier kleine Dramen“, 1891 selbständig erschienen) soll allerdings noch 1900 in vier Auflagen vorgelegen sein. Daneben publizierte Schwaiger auch Beiträge in der „Salzburger Chronik“ bzw. Broschüren für den Salzburger Pressverein, etwa „Was kostet es?“, 1874. Weitere Werke: Simon Petrus und Simon Magus in Rom, 1873 (Drama); Am See, 1880 (Gedichte); Vier kleine Dramen für Kinder und Verse, 1882; Bergrosen, o. J. (Gedichte);